# Isole Insulari

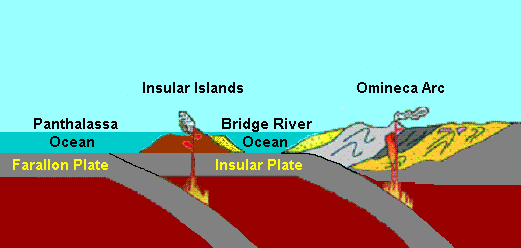
Il Bridge River Ocean tra il Nord America, l'arco vulcanico delle Isole insulari e quello di Omineca.

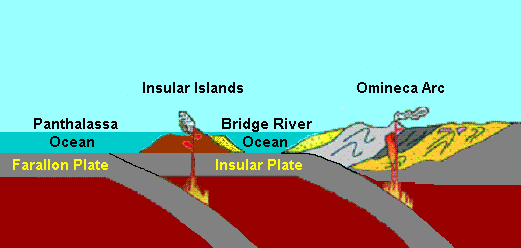
Tettonica delle placche lungo la costa occidentale del Nord America, attorno a 130 milioni di anni fa.

Le Isole Insulari erano una vasta catena di isole vulcaniche attive situate nell'Oceano Pacifico durante il Cretacico e che 130 milioni di anni fa iniziarono a sormontare la placca insulare a nordovest dell'attuale Nordamerica. 
Le Isole Insulari erano circondate da due antichi oceani, la Panthalassa a ovest e l'oceano Bridge River a est. Attorno a 115 milioni di anni fa, a metà del Cretacico, queste isole entrarono in collisione con il continente nordamericano saldandosi con la placca nordamericana e chiudendo il Bridge River Ocean.

## Caratteristiche
Le Isole Insulari, si erano formate almeno 210 milioni di anni prima della collisione con il continente nordamericano. Come nel caso delle precedenti Isole Intermontane, la notevole estensione di queste isole impedì che fossero spinte al di sotto della placca nordamericana. Le Isole insulari si frantumarono invece lungo la linea costiera del Nord America diventando parte del continente. La placca insulare arrestò il suo processo di subduzione al di sotto del Nord America mentre la zona di subduzione si spostò più a ovest verso la fossa Farallon. Le rocce che componevano le Isole insulari formano attualmente una vasta caratteristica geologica lungo la costa nordamericana nota come cintura Insulare.